# 14 Message: Every Ballad Songs 2
Albums de Every Little Thing
Crispy Park
(2006) Door
(2008)
14 Message, sous-titré Every Ballad Songs 2 (tout en minuscules), est le quatrième album compilation du groupe Every Little Thing (sa deuxième compilation de ballades).

## Présentation
L'album sort le 14 février 2007 au Japon sur le label  Avex Trax, six mois après le précédent album original du groupe, Crispy Park, et cinq ans après sa première compilation de ballades Every Ballad Songs (qui lui donne son sous-titre).
Il atteint la 2e place du classement des ventes de l'Oricon, et reste classé pendant dix semaines. Il sort également dans une édition limitée incluant un livret de photos en supplément.
L'album compile quatorze chansons de genre ballade tirées des disques du groupe sortis après la compilation Every Ballad Songs, pour la plupart parues en singles, incluant notamment les quatre chansons du maxi-single de ballades Untitled 4 Ballads. Presque toutes étaient déjà parues sur les trois albums originaux sortis précédemment, exceptées Room (du single Untitled...) et Kaerimichi (du single Kimi no Te) jusque-là inédites en album.

## Liste des titres
| CD    | CD                                                              | CD                                                     | CD    | CD | CD | CD | CD | CD | CD |
| No    | Titre                                                           | Origine                                                | Durée |    |    |    |    |    |    |
| ----- | --------------------------------------------------------------- | ------------------------------------------------------ | ----- | -- | -- | -- | -- | -- | -- |
| 1.    | Unspeakable (UNSPEAKABLE)                                       | Du 22e single Untitled 4 Ballads / album Many Pieces   | 4:24  |    |    |    |    |    |    |
| 2.    | Kiwoku (キヲク)                                                 | 20e single / album Many Pieces                         | 5:27  |    |    |    |    |    |    |
| 3.    | Ame no Naru Yoru, Shizuku wo Kimi ni (雨の鳴る夜、しずくを君に) | Du 7e album Crispy Park                                | 5:05  |    |    |    |    |    |    |
| 4.    | Soraai (ソラアイ)                                               | 26e single / album Commonplace                         | 5:14  |    |    |    |    |    |    |
| 5.    | Nostalgia (nostalgia)                                           | Du 22e single Untitled 4 Ballads / album Many Pieces   | 5:51  |    |    |    |    |    |    |
| 6.    | Shiawase no Fûkei (しあわせの風景)                              | Du 25e single Mata Ashita / album Commonplace          | 5:07  |    |    |    |    |    |    |
| 7.    | Azure Moon (azure moon)                                         | 29e single / album Crispy Park                         | 5:26  |    |    |    |    |    |    |
| 8.    | Room (ルーム)                                                   | Du 22e single Untitled 4 Ballads                       | 4:34  |    |    |    |    |    |    |
| 9.    | Koibumi (恋文)                                                  | Du 27e single Koibumi / Good Night / album Crispy Park | 5:03  |    |    |    |    |    |    |
| 10.   | Samidare (五月雨)                                               | De l'album Commonplace                                 | 5:15  |    |    |    |    |    |    |
| 11.   | Kaerimichi (帰り道)                                             | Du 28e single Kimi no Te                               | 4:42  |    |    |    |    |    |    |
| 12.   | Good Night (good night)                                         | Du 27e single Koibumi / Good Night / album Crispy Park | 5:00  |    |    |    |    |    |    |
| 13.   | Mata Ashita (また あした)                                       | 25e single / album Commonplace                         | 5:01  |    |    |    |    |    |    |
| 14.   | Ai no Uta (愛の謳)                                              | Du 22e single Untitled 4 Ballads / album Many Pieces   | 4:52  |    |    |    |    |    |    |
| 71:01 |                                                                 |                                                        |       |    |    |    |    |    |    |

Crédits : Paroles de Kaori Mochida ; musiques de Kazuhito Kikuchi (no 1, 2, 5, 6, 8), Kunio Tago (no 3, 10, 14), Hikari (no 4, 7, 9, 12), Tetsuhiko et Tomoji Sogawa (no 11), et Hideyuki Obata (no 13).